# Resolució 292 del Consell de Seguretat de les Nacions Unides
La Resolució 292 del Consell de Seguretat de les Nacions Unides fou adoptada per unanimitat el 10 de febrer de 1971, després d'examinar l'aplicació de Bhutan per a ser membre de les Nacions Unides, el Consell va recomanar a l'Assemblea general que Bhutan fos admès.